# Éder György (színművész)
Sopronyi Éder György (Szabadka, 1788. október 8. – Szatmár, 1870. április 24.) színész, színigazgató, műfordító.

## Életútja
1808-ban Debrecenben kezdte színipályáját. 1811-től fölváltva, Debrecenben, Nagyváradon, Szatmárt és egyéb helyeken játszott, valamint aligazgatói minőségben is működött. 1818–19-ben Székesfehérvártt volt igazgató, onnét 1823-ban a miskolci színházhoz hozták el; előbb Kassán játszott társulatával, ahol állandó szinház lévén, gyakrabban is megfordult. 1828-tól foglalkozott igazgatással. Éder társasága 1836. január 1-től február 27-ig Kolozsvártt és Debrecenben; március 5-től június 16-ig Nagyváradon; július 10-től november 13-ig Debrecenben és november 20-tól az év végeig Miskolcon játszott. 
Az 1860-as években városi tanácsos volt Szatmárt.
Pályafutása elején hősi és szerelmes szerepeket formált meg, majd az 1810-es évek végén a komikusi szerepkörre tért át. A fiatal színészgeneráció nevelése, valamint németből fordított színművei által a magyar színpadi műsor gyarapításával jelentős érdemeket szerzett.
Leányai: Antónia (Csabay Pálné), Terézia (László Józsefné) és Lujza, szintén szinésznők voltak, utóbbi a Nemzeti Színháznak is tagja volt.

## Fontosabb szerepei
- Beckó (Kisfaludy Károly: Stibor vajda, az ősbemutatón is!)
- Plumper (Jünger: Minden lében kanál)
- Lámpa (Kotzebue: A lepecsételt polgármester)
- Molkus (Kotzebue: Pajzán ifjú)
- Habakuk (Raimund–W. Müller: A havasi rémkirály)

## Színműfordításai
A színi repertoire-t németből fordított szinművekkel látta el, melyek előadatásuk szerint a következők:
- Sámson, vigj. 4 felv. Metastasio Péter után (Pesten 1813. máj. 30. Székesfehérvártt 1813. Budán 1834. szept. 11.)
- A konstantzinápolyi út, vagy atya és vőlegény egy személyben, vigj. 3. felv. francia ny. irta Picard, németből (Schiller) magyarra ford. (Miskolczon 1830. okt. 18., 1832. jan. 8., Debreczenben 1831. ápr. 17., Atya és vőlegény egy személyben czímmel Budán 1836. nov. 29. Pesten 1838. szept. 25.)
- A kigyós vitézek, vagy a pogányvári vipera vitézi érzékenyítő játék 5 felv. Spiesz után szabadon irta és játékszinre alkalmaztatta 1830-ban. (Előadatott Debreczenben 1831. márcz. 5. és 22.)
- A halottrabló (Der Leichenräuber), új nézőjáték 3 felv. Birch-Pfeiffer S. után magyarra tette (Miskolczon 1832. febr. 4.)
- Rolla halála, szomj. 5 f. Kotzebue után (Debreczenben 1832. márcz. 10.)
- Eleonora, a sir menyasszonya, szomj. 3 oszt. irta Holtey Károly 1830-ban, magyarra ford. a kassai szinjátszó társaság számára (Debreczenben 1832. szept. 13., Miskolczon nov. 27., Leonora címen Budán 1835. márc. 23., Debrecenben szept. 7. és ismét Budán 1837. jan. 3. Pesten Dec. 13.)
- Macbeth, dr. 5 felv. Shakespere után fordította (Debreczenben 1832. szept. 29.)
- A doctor és paticárius, vagy az ellenkező testvérek, új vigj. 4. felv. Raupach után ford. Kassán 1832. (Miskolcon 1832. nov. 27.; Orvos és gyógyszerész címen Budán 1836. febr. 14., Pesten 1840. augusztus 12. és decz. 18.)
- Mátyás napja Soroksáron, vagy sem embergyülölés, sem megbánás; vigj. 3 felv. Bäuerle után ford. (Miskolczon 1832 decz. 26., Budán 1834. jan. 21., 1837. február 19.)
- A loppantók, vagy a varázsczigányné, új vígjáték 4 felv., Raupach Erneszt után ford. (Miskolczon 1833. jan. 20.)
- A jelszó, szinj. 4 felv. egy előjátékkal, Leutner után ford. (Budán 1834. augusztus 5.)
- Molnár és gyermeke, szomorúj. 5 felv. Raupach Erneszt után ford. (1835. jún. 11.)
- A dugárusok, nagy vigj. 4 felv. Raupach után ford. (Nagyváradon 1835. júl. 5. és aug. 25.)
- Indusok Angliában, vigj. 3 f., Kotzebue után ford. (Debreczenben 1835. szept. 17.)
- Két szék közt a pad alatt, vigj. 2 felv. németből ford. és alkalmazta (Debreczenben 1836. febr. 9.)
- A bűvös hölgy, vagy az átkos szépség, babonás vigj. 2 felv. dalokkal, Kotzebue után magyar színre alkalmazta (először Debreczenben 1836. febr. 21.)

## Munkája
- A kigyós vitézek, vagy a Pogány-vári vipera. Vitézi érzékenyítő játék 5 felv. Spiesz munkái után, a historia szerint szabadon irta és magyar játékszinre alkalmaztotta 1830-ban. Kolozsvár.